# Santana (Madeira)
Santana este un oraș în nord-estul insulei Madeira, Madeira, Portugalia.

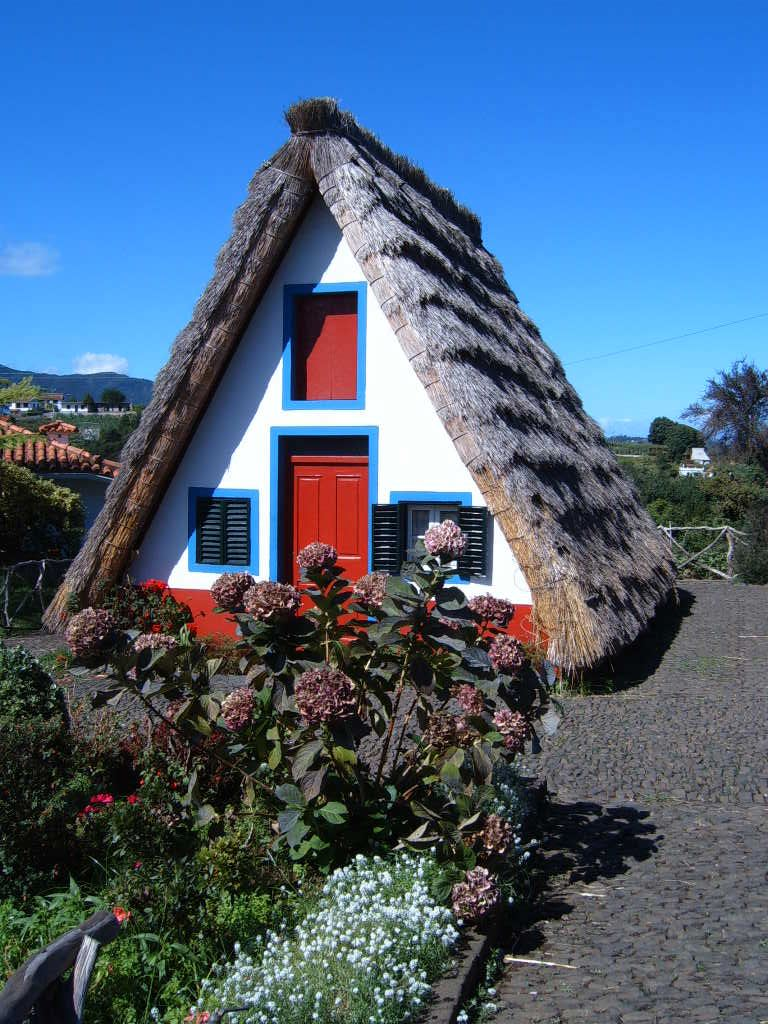
Santana (căsuţă tipică)

- Populație: 8.804 (2001)
- Suprafața: 93,1 km²/9.310 ha
- Densitate: 94,56 locuitori/km²
- Cod poștal: 9???

| Nume               | Populație | Suprafața          | Densitate | Altitudine | Locație                              |
| ------------------ | --------- | ------------------ | --------- | ---------- | ------------------------------------ |
| Arco de São Jorge  | 509       | 3,5 km²/350 ha     | 145,4/km² | 575 m      | 32,81667 (32°49') N 16,95 (16°57') W |
| Faial              | 1.961     | 22,6 km²/2 260 ha  | 86,8/km²  | 219 m      | 32,7833 (32°47') N 16,85 (16°51') W  |
| Ilha               | 358       | 15 km²/1.500 ha    | 23,9/km²  | -          | -                                    |
| Santana            | 3.439     | 17,8 km²/1.780 ha  | 193,2/km² | 575 m      | 32,8 (32°48') N 16,8833 (16°52') W   |
| São Jorge          | 1.610     | 18,3 km²/1.830 ha  | 88/km²    | 243 m      | 32,81667 (32°49') N 16,9 (16°54') W  |
| São Roque do Faial | 927       | 15,9 km²/ 1.590 ha | 58,3/km²  | 278 m      | 32,7667 (32°46') N 16,85 (16°51') W  |

|               | Nord:           |         |
| Vest: Santana | Machico         | Est:    |
|               | Sud: Santa Cruz | Sudest: |